# Campionati italiani maschili assoluti di atletica leggera 1928
I XIX campionati italiani assoluti di atletica leggera si sono tenuti a Milano, presso il campo della Società Ginnastica Forza e Coraggio, dal 30 giugno al 1º luglio 1928. Furono assegnati ventidue titoli in altrettante discipline, tutti in ambito maschile.
Durante la manifestazione la squadra del Gruppo Sportivo Officine Meccaniche di Milano, formata da Antonio Maineri, Franco Reyser, Lodovico Fortina e Ruggero Maregatti, fece registrare il tempo di 43"0 nella staffetta 4×100 metri, migliore prestazione italiana per una squadra non nazionale.
La classifica per società vide trionfare lo Sport Club Italia di Milano con 79 punti, seguito da Gruppo Sportivo Nafta di Genova e Gruppo Sportivo Officine Meccaniche di Milano, che chiusero rispettivamente con 60 e 56 punti. Al quarto posto si classificò la Virtus Bologna Sportiva.
Durante la seconda giornata di gare si disputarono anche quattro gare femminili (100 e 800 metri piani, lancio del disco e staffetta 4×100 metri) che non assegnarono alcun titolo nazionale. In tutte e quattro le gare le vincitrici stabilirono il nuovo record italiano: Margherita Scolari nei 100 metri piani (13"1/5), Giovanna Marchini negli 800 metri piani (2'29"3/5), Pierina Borsani nel lancio del disco (32,20 m) e la squadra nazionale italiana, formata da Olga Barbieri, Matilde Moraschi, Margherita Scolari e Pierina Borsani, nella staffetta 4×100 metri (53"3/5).
Il titolo italiano della maratona fu assegnato il 14 ottobre durante la maratona di Torino, competizione internazionale che fu vinta dal finlandese Martti Marttelin. La mezza maratona valida per l'assegnazione del titolo nazionale si corse il 21 ottobre a Rovigo, mentre la gara della marcia 50 km si disputò lo stesso giorno a Padova. Il titolo della corsa campestre fu assegnato l'11 marzo a Milano, mentre quello del pentathlon il 7 ottobre a Bologna insieme a quello della staffetta 4×1500 metri.

## Risultati

### Le gare del 30 giugno – 1º luglio a Milano
| Specialità             | Oro                                                                                     | Prestazione | Argento                                                                      | Prestazione   | Bronzo                                                           | Prestazione   |
| Corse                  |                                                                                         |             |                                                                              |               |                                                                  |               |
| 100 m                  | Edgardo Toetti Sport Club Italia                                                        | 11"0        | Franco Reyser Gruppo Sportivo Officine Meccaniche                            | 11"0          | Giuseppe Castelli Società Ginnastica Torino                      | 11"1/5        |
| 200 m                  | Edgardo Toetti Sport Club Italia                                                        | 22"2/5      | Giuseppe Castelli Società Ginnastica Torino                                  | 22"4/5        | Antonio Maineri Gruppo Sportivo Officine Meccaniche              | a spalla      |
| 400 m                  | Ettore Tavernari La Fratellanza 1874                                                    | 50"2/5      | Giacomo Carlini Gruppo Sportivo Nafta                                        | 50"3/5        | Ugo Vianello Gruppo Sportivo Nafta                               | 51"0          |
| 800 m                  | Ettore Tavernari La Fratellanza 1874                                                    | 2'01"2/5    | Michele Foppoli Sport Club Italia                                            | 2'02"3/5      | Ferdinando Ponzio Gruppo Sportivo Officine Meccaniche            | 2'02"3/5      |
| 1500 m                 | Luigi Beccali Pro Patria Milano                                                         | 4'00"4/5    | Disma Ferrario Sport Club Italia                                             | 4'15"0        | Giovanni Garaventa Gruppo Sportivo Nafta                         | 4'17"0        |
| 5000 m                 | Luigi Boero Gruppo Sportivo Nafta                                                       | 15'34"0     | Giuseppe Lippi ASSI Giglio Rosso                                             | 15'37"4/5     | Alfredo Furia Associazione Sportiva Leonio Contro                | s/t           |
| 10 000 m               | Giuseppe Robino Gruppo Sportivo FIAT Torino                                             | 33'20"4/5   | Cesare Chiusa Sport Club Robur Piacenza                                      | 33'58"1/5     | Spartaco Morelli Società Ginnastica Pro Patria et Libertate      | 34'58"1/5     |
| 110 m hs               | Giacomo Carlini Gruppo Sportivo Nafta                                                   | 16"0        | Mario Agosti Cotonificio Veneziano Pordenone                                 | 16"3/5        | Emilio Pagetti Sport Club Italia                                 | 17"0          |
| 400 m hs               | Luigi Facelli Gruppo Sportivo Officine Meccaniche                                       | 53"1/5      | Armando Poggi Società Ginnastica Panaro Modena                               | s/t           | Vincenzo Gerardi La Fratellanza 1874                             | s/t           |
| 3000 m siepi           | Angelo Davoli Gruppo Sportivo Nafta                                                     | 10'09"1/5   | Giovanni Amerio Gruppo Sportivo FIAT Torino                                  | 10'38"3/5     | Giuseppe Gordini Virtus Bologna Sportiva                         | 10'48"3/5     |
| Marcia 10 000 m        | Armando Valente Gruppo Sportivo Nafta                                                   | 50'46"1/4   | Mario Di Salvo Gruppo Sportivo Tramvie Governatorato Roma                    | 51'19"4/5     | Mario Brignoli Gruppo Sportivo Carlo Porta                       | s/t           |
| Staffetta 4×100 m      | GS Officine Meccaniche Antonio Maineri Franco Reyser Lodovico Fortina Ruggero Maregatti | 43"0        | Sport Club Italia Luigi Colombo Attilio Gesa Ernesto Bonacina Edgardo Toetti | 43"1/5        | Virtus Bologna Sportiva                                          | 43"4/5        |
| Staffetta 4×400 m      | Gruppo Sportivo Nafta Guido Cominotto Giovanni Garaventa Ugo Vianello Giacomo Carlini   | 3'27"0      | GS Officine Meccaniche Alulli Ettore Falconi Giovanni Poggi Luigi Facelli    | 3'33"3/5      | Virtus Bologna Sportiva                                          | 3'34"1/5      |
| Salti                  |                                                                                         |             |                                                                              |               |                                                                  |               |
| Salto in alto          | Giuseppe Palmieri Virtus Bologna Sportiva                                               | 1,75 m      | Walter Barbieri Virtus Bologna Sportiva                                      | 1,75 m        | Carlo Bardelli Pro Patria Milano                                 | 1,75 m        |
| Salto con l'asta       | Danilo Innocenti ASSI Giglio Rosso                                                      | 3,60 m      | Giacinto Lambiasi Pro Lissone                                                | 3,60 m        | Alvaro Bulgarelli Forti e Liberi Forlì                           | 3,50 m        |
| Salto in lungo         | Virgilio Tommasi Fondazione Bentegodi Verona                                            | 6,78 m      | Carlo Bardelli Pro Patria Milano                                             | 6,67 m        | Alessandro Bernasconi Società Ginnastica Forza e Coraggio Milano | 6,41 m        |
| Salto triplo           | Plinio Palmano Dopolavoro Sportivo Udine                                                | 13,22 m     | Mario Trabucco Gruppo Sportivo Nafta                                         | 13,10 m       | Angelo Carta Milizia Ferroviaria Cagliari                        | 12,83 m       |
| Lanci                  |                                                                                         |             |                                                                              |               |                                                                  |               |
| Getto del peso         | Albino Pighi Fondazione Bentegodi Verona                                                | 13,19 m     | Mario Agosti Cotonificio Veneziano Pordenone                                 | 12,44 m       | Natale Mosca Sport Club Italia                                   | 12,35 m       |
| Lancio del disco       | Albino Pighi Fondazione Bentegodi Verona                                                | 42,95 m     | Camillo Zemi Società Ginnastica Stradellina                                  | 41,30 m       | Natale Mosca Sport Club Italia                                   | 40,51 m       |
| Lancio del martello    | Armando Poggioli Società Ginnastica Panaro Modena                                       | 47,07 m     | Camillo Zemi Società Ginnastica Stradellina                                  | 44,21 m       | Fernando Vandelli La Fratellanza 1874                            | 39,01 m       |
| Lancio del giavellotto | Alberto Dominutti Fondazione Bentegodi Verona                                           | 55,20 m     | Gustavo Baracchi Virtus Bologna Sportiva                                     | 51,90 m       | Adriano Dallago Unione Ginnastica Trento                         | 50,80 m       |
| Prove multiple         |                                                                                         |             |                                                                              |               |                                                                  |               |
| Decathlon              | Mario Agosti Cotonificio Veneziano Pordenone                                            | 5644,29 p.  | non assegnate                                                                | non assegnate | non assegnate                                                    | non assegnate |

#### Le gare femminili di contorno del 30 giugno – 1º luglio a Milano
Di seguito sono riportati i risultati delle quattro gare femminili che si svolsero come gare di contorno in concomitanza con i campionati italiani maschili, ma che non assegnarono titoli nazionali.
| Specialità        | Oro                                                                                 | Prestazione | Argento                                                                                   | Prestazione | Bronzo                                                      | Prestazione            |
| 100 m             | Margherita Scolari Società Ginnastica Torino                                        | 13"1/5      | Matilde Moraschi Società Ginnastica Pro Patria et Libertate                               | a spalla    | Luigina Bonfanti Società Ginnastica Forza e Coraggio Milano | 13"2/5                 |
| 800 m             | Giovanna Marchini ASSI Giglio Rosso                                                 | 2'29"3/5    | Emilia Pedrazzini Unione Sportiva Soresinese                                              | 2'33"3/5    | Leandrina Bulzacchi Unione Sportiva Soresinese              | n/d                    |
| Staffetta 4×100 m | Squadra nazionale Olga Barbieri Matilde Moraschi Margherita Scolari Pierina Borsani | 53"3/5      | SG Forza e Coraggio Milano Luigina Bonfanti Beatrice Ceriani Maria Bonfanti Anita Beretta | 55"1/5      | Medaglia non assegnata                                      | Medaglia non assegnata |
| Lancio del disco  | Pierina Borsani Cotonificio Cantoni Castellanza                                     | 32,20 m     | Tina Goldoni La Fratellanza 1874                                                          | 30,23 m     | Vittorina Vivenza Fascio Femminile Aosta                    | 29,10 m                |

### La corsa campestre dell'11 marzo a Milano
La gara di corsa campestre valida per l'assegnazione del titolo di campione italiano 1928 si tenne a Milano presso l'ippodromo del galoppo di San Siro su un percorso di 10 km. Vi parteciparono 45 atleti.
| Specialità              | Oro                              | Prestazione | Argento                           | Prestazione | Bronzo                            | Prestazione |
| Corsa campestre (10 km) | Giuseppe Lippi ASSI Giglio Rosso | 34'21"4/5   | Nello Bartolini ASSI Giglio Rosso | 34'34"4/5   | Aurelio Badiali ASSI Giglio Rosso | 34'34"4/5   |

### Il pentathlon e la staffetta 4×1500 metri del 7 ottobre a Bologna
| Specialità         | Oro                                                                                      | Prestazione | Argento                                                                | Prestazione | Bronzo                                                  | Prestazione |
| Staffetta 4×1500 m | Virtus Bologna Sportiva Giuseppe Gordoni Attilio Testoni Euclide Svampa Giuseppe Tugnoli | 17'52"2/5   | 79ª Legione Cispadana Reggio Emilia Cattabiani Mussini Riccò Corradini | 18'58"2/5   | Bologna Sportiva Veronesi Dal Bagno Parmeggiani Venturi | 19'47"2/5   |
| Pentathlon         | Giacomo Carlini Gruppo Sportivo Nafta                                                    | 3332,42 p.  | Antonio Carrer Fratellanza Sestrese                                    | 2824,28 p.  | Giuseppe Trombini 80ª Legione MVSN Parma                | 2595,17 p.  |

### La maratona del 14 ottobre a Torino
Il titolo italiano della maratona fu assegnato a Torino con partenza dal motovelodromo di Corso Casale e percorso che si sviluppava su viale Stupinigi, Binasco, Orbassano, Rivalta, Rivoli, Barriera di Francia e ritorno al motovelodromo.
| Specialità | Oro                                | Prestazione | Argento                               | Prestazione | Bronzo                                                      | Prestazione |
| Maratona   | Luigi Prato Gruppo Sportivo Berkel | 2h51'11"1/5 | Luigi Rossini 23ª legione MVSN Mincio | 2h52'09"1/5 | Vittorio Soro Centro di Educazione Fisica prima zona Torino | 2h56'05"0   |

### La marcia 50 km del 21 ottobre a Padova
La gara della marcia 50 km fu introdotta in questa edizione dei campionati e si sostituì alla cosiddetta "maratona di marcia" di 42 km. Si svolse a Padova e il percorso partiva dal campo sportivo, per poi proseguire su Prato della Valle, via Roma, corso del Popolo, via Faluppio, Porta Pontecorvo, Volta Barozzo, ponte San Nicolò, Legnaro, Piove di Sacco, Pontelongo, Bovolenta, Salboro, via Giordano Bruno, Porta Santa Croce, via Carducci e rientro al campo sportivo. 36 atleti presero parte alla gara.
| Specialità   | Oro                                              | Prestazione | Argento                                    | Prestazione | Bronzo                           | Prestazione |
| Marcia 50 km | Romano Vecchietti Associazione Sportiva Ponziana | 4h30'20"2/5 | Romano Poggiolini Associazione XXX Ottobre | 4h31'57"2/5 | Mario Brignoli Sport Club Italia | 4h34'30"0   |

### La mezza maratona del 21 ottobre a Rovigo
La mezza maratona sulla distanza dei 20 km si corse a Rovigo; inizialmente prevista per il 16 settembre, fu rinviata al 21 ottobre. Vi parteciparono 45 atleti.
| Specialità             | Oro                                             | Prestazione | Argento                                     | Prestazione | Bronzo                                  | Prestazione |
| Mezza maratona (20 km) | Giovanni Balbusso 1º Stormo Caccia Campoformido | 1h06'54     | Giuseppe Robino Gruppo Sportivo Fiat Torino | s/t         | Cesare Chiusa Sport Club Robur Piacenza | s/t         |